# Quest for Glory: Shadows of Darkness
Quest for Glory: Shadows of Darkness («В поисках славы: Тени тьмы») — приключенческая/ролевая видеоигра. Это четвёртая часть в серии компьютерных игр Quest for Glory от компании Sierra Entertainment.

## Сюжет
События Shadow of Darkness следуют непосредственно за окончанием Quest for Glory III: Wages of War. Герой приходит в себя посреди опасной тёмной пещеры в далёких землях Мордавии, в мире, полном нежити, представляющей собой «смесь славянской мифологии и лавкрафтовских ужасов». После побега из пещеры, он встречает таинственную девушку Катрину, которая помогает ему несколько раз в его путешествии. Герой способствует горожанам Мордавии, срисованной с русской деревни, в решении их проблем. Он встречает нескольких старых врагов, в том числе нежить Ад Ависа и людоедку Бабу Ягу, и находит несколько странных новых союзников. Герой в конечном счёте вынужден помогать Ад Авису в подготовке ритуала, который позволит Авузлу Тёмному появиться в Мордавии. Однако герой срывает планы зла, уничтожив Ад Ависа в процессе. Во время празднования победы появляется волшебник Эразм и призывает героя в землю Сильмария.

## Атмосфера
Quest for Glory IV обращается к более тёмной тематике при сохранении юмора предыдущих частей, через такие методы как включение пародий на Бориса Карлоффа и Питера Лорре. Вращаясь вокруг тёмного культа непостижимо большого зла, игра ушла далеко от предыдущих злодеев, таких как Баба Яга. Кроме того, нежить и Лавкрафтовские монстры значительно отличаются от лёгких монстров из предыдущих игр (однако присутствовали вампирическое кролики, отсылающие к фильму «Монти Пайтон и Священный Грааль»). Игра была вдохновлена готической фантастикой, «старыми фильмами ужасов и книгами про вампиров и оборотней», а также книгой The Satanic Rituals Антона Лавея.
CD-версия Quest for Glory IV является первой игрой в серии с озвучиванием речи персонажей. Наиболее заметные актёры: Джон Рис-Дэвис в роли рассказчика, Дженнифер Хейл в роли Катрины и Билл Фармер в роли Лешего. В игре имеется оригинальная звуковая дорожка от Обри Ходжеса, хотя использована и «Тема Героя» из предыдущих игр серии и композиция «Танец Анитры» Эдварда Грига, которая играла как фоновая музыка в отеле Мордавии.

## Разработка и издание
По словам одного из директоров, Кори Коула, Quest for Glory IV была разработана с бюджетом в $750,000.
Разработка игры затянулась, что вынудило Sierra издать игру без адекватного тестирования. Первая версия игры, которая появилась в марте 1994 года на девяти 3,5-дюймовых дискетах для тех игроков, которые не имели дисковода компакт-дисков в то время (как и многие другие из игр Sierra), была «практически неиграбельной». Однако основной релиз вышел в сентябре 1994 года и включал игровой CD, руководство пользователя и каталог (версия на дискете также включала руководство, но менее детальное), в нём было сделано множество исправлений. В цифровом переиздании от GOG исправлены многие оставшиеся ошибки.
Shadows of Darkness была разработана с SVGA-графикой. Графический интерфейс практически тот же, что и в предыдущей части (point-and-click), но введена новая боевая система: боковой обзор поединков и возможность передать компьютеру управление в битвах.

## Приём
Роуэн Кайзер из Engadget и Райан Стивенс из GameTrailers считали, что это лучшая игра из всей серии. Майкл Бейкер из RPGamer написал, что игра «стоит денег, даже двадцать лет спустя», дав ей 4 из 5 звёзд. Адам Розенберг из G4TV считает Shadows of Darkness «наиболее сложной и хорошо продуманной» игрой в серии. Ричард Коббетт из PC Gamer считает игру «совершенно замечательной». С. Степанченко из журнала «Лучшие компьютерные игры» отмечает, что неигровые персонажи, среди которых Баба Яга, Леший, Русалка, королева лесных фей Татьяна и другие, придают игре «неповторимый шарм, который часами не дает отойти от монитора», игра «цепляет за душу и рвёт по живому».